# Brave Mountain
Brave Mountain est le point culminant des monts Kaumajet situé sur la côte septentrionale du Labrador.
La montagne constitue le plus haut sommet insulaire de la côte atlantique de l'Amérique du Nord.

## Géographie

### Situation
Brave Mountain se trouve sur la pointe nord de l'île Grimmington, à l'est du havre de Cod Bag Harbour.
L'île Grimmington, au centre des monts Kaumajet, contient les plus hauts sommets du massif avec plusieurs sommets dépassant les 1 000 mètres d'altitude. Les deux principales montagnes sont Brave Mountain et Bishop's Mitre (57° 53′ 43″ N, 61° 59′ 08″ O) située à moins de 3 km au nord-est et montagne emblématique des monts Kaumajet avec 1 113 mètres d'altitude.
Les monts Kaumajet sont une chaîne de montagnes faisant partie de la cordillère Arctique dans le bouclier canadien et située sur la péninsule du Labrador, dans la province de Terre-Neuve-et-Labrador. Ses sommets s'élèvent directement de la mer sur la côte nord du Labrador.

### Topographie
Brave Mountain, culminant à 1 219 mètres d'altitude, se présente comme une montagne escarpée dominant la mer avec un sommet arrondi et dont les flancs sont occupés par de petits cirques glaciaires.